# Piz Umbrail
Il Piz Umbrail (3.033 m s.l.m.) è una montagna delle Alpi Retiche occidentali (sottosezione Alpi della Val Müstair).

## Descrizione
Si trova lungo il confine tra l'Italia e la Svizzera immediatamente ad ovest del Giogo di Santa Maria e tra i comuni Valdidentro e Santa Maria Val Müstair. Si può salire sulla vetta partendo dal passo omonimo.